# Antocha maculipleura
Antocha maculipleura är en tvåvingeart som beskrevs av Edwards 1933. Antocha maculipleura ingår i släktet Antocha och familjen småharkrankar. Inga underarter finns listade i Catalogue of Life.